# Bandai Visual
Bandai Visual Co., Ltd (バンダイビジュアル株式会社 Bandai Bijuaru Kabushiki Gaisha?) es una compañía que se caracteriza por producir series de anime y distribuir películas. La compañía fue establecida por la empresa Bandai Co., Ltd. y es subsidiario de Namco Bandai Holdings, Inc, el cual tiene su base en Minato-ku de la ciudad de Tokio en Japón. Desde la reorganización de la empresa Namco Bandai Holdings en 2006. Ahora Bandai Visual forma parte del grupo Visual y Music Content Strategic Business Unit. esta empresa tiene dos empresas subsidiarias, Emotion Music Co. Ltd y  Lantis Co., Ltd, esta última es una agencia de publicidad especializada en el ámbito de la música. 
Bandai Visual es una compañía que ha producido variados series de anime. Algunos son producidos directamente por la compañía; otros son producidos por estudios de anime, como Sunrise, un estudio aliado de Bandai Visual. 
Bandai forma parte de Namco Bandai Holdings, el cual controla gran parte de las acciones de la empresa. Según una encuesta publicada el 18 de diciembre de 2007, Namco Bandai Holdings tiene el 93.63% de las acciones de la empresa. Namco bandai anunció el 10 de diciembre de 2007, que quería comprar el resto de las acciones de Bandai Visual. Poco después del anuncio, Namco Bandai propuso que Bandai Visual se separara de Tokyo Stock Exchange el 15 de febrero, después que comprara el 10% de las acciones.
Existe también la empresa Bandai Visual USA Inc. el cual está establecido en Norteamérica, específicamente en Estados Unidos. Bandai Visual USA inc. se fundó en 2005 como abrir el mercado de los Estados Unidos y México. Las producciones de anime y manga son distribuidas por la empresa Bandai Entertainment, el cual se encarga de la región de Norteamérica mientras que en Europa se encarga el Beez Entertainment. 

## Empresas relacionadas con Bandai Visual
- C.Moon
- Bandai Home Video
- Bandai Video Network
- Bandai Visual USA
- Emotion
- Emotion Digital Software
- Half-Moon
- Lantis

## Producciones de Bandai Visual
Esta es una lista con todas las producciones y coproducciones de Bandai Vsual. Cabe decir que no es una lista completa, sino que contiene las más populares. Bandai Visual también hace producciones con otras empresas que son similares a Bandai Visual, como es el caso de Toei Animation
- .hack//Intermezzo
- .hack//Legend of the Twilight
- .hack//Liminality
- .hack//Roots
- .hack//SIGN
- .hack//Unison
- 3x3 Eyes
- Ace o Nerae! 2
- AD Police Files
- Agent Aika
- Ah! My Goddess
- Akane Maniax
- Akira
- Alien Nine
- Ambassador Magma
- Angel Links
- Angel Sanctuary
- Angel Tales
  - Angel Tales 2
- Anime de Hakken! Tamagotchi
- Anne of Green Gables
- Appleseed
- Arcade Gamer Fubuki
- Earth Girl Arjuna
- Armored Trooper Votoms
- Aura Battler Dunbine
- Avenger
- AWOL - Absent WithOut Leave
- Baby Baa-chan
- Bakumatsu Kikansetsu Irohanihoheto
- Banner of the Stars
- Beet the Vandel Buster
- The Big O
- Binchō-tan
- Birdy the Mighty
- Black Magic M-66
- Blue Submarine No. 6
- Brain Powerd
- Brigadoon
- Candidate for Goddess
- Carried by the Wind: Tsukikage Ran
- Catnapped!
- Ceres, Celestial Legend
- Clamp School Detectives
- Cluster Edge
- Code Geass - Lelouch of the Rebellion
- Comet Lucifer
- Comic Gunbuster
- Cowboy Bebop
  - Cowboy Bebop: Knockin' on Heaven's Door
- Crest of the Stars
- Cromartie High School
- Cybuster
- The Daichis - Earth's Defense Family
- Dallos
- Dangaioh
- DearS
- Deltora Quest
- Devilman OVA
- Di Gi Charat Nyo
- Dirty Pair Flash
- Disney's Magic Kingdom Warrior Taisenki (Coproducido con Walt Disney Studios Japan, y Toei Animation)
- DNA²
- Don't Leave Me Alone, Daisy
- Eat-Man
- Eat-Man '98
- Ehrgeiz
- Escaflowne: The Movie
- éX-Driver
- Fancy Lala
- Figure 17
- Fushigi Yūgi
- G-Saviour
- Galaxy Angel
  - Galaxy Angel A
  - Galaxy Angel II
  - Galaxy Angel X
  - Galaxy Angel Z
- Gasaraki
- Gate Keepers
- Gekijouban Kamen Rider 555 Paradise Lost
- Gekito! Crush Gear Turbo
- Gene Shaft
- Genocyber
- Getbackers
- Getter Robo Armageddon
- Ghost in the Shell
  - Ghost in the Shell 2: Innocence
- Ghost in the Shell: Stand Alone Complex
  - Ghost in the Shell: S.A.C. 2nd GIG
- Ghost Talker's Daydream
- Giant Gorg
- Giant Robo
- Gin Rei
- Gunbuster
- Gunslinger Girl
- Gusukobudori no Denki
- Haré+Guu
- Harlock Saga
- Haruhi Suzumiya no Yūutsu
- Haunted Junction
- Heat Guy J
- Hyper Speed GranDoll
- I'm Gonna Be An Angel!
- ICE
- Iczer-One
- Innocent Venus
- Jin-Roh
- Jubei-chan: Secret of the Lovely Eyepatch

- Jungle wa itsumo Hare nochi Guu
- Junkers Come Here
- Kamen Rider J
- Kamen Rider SD
- Kamen Rider ZO
- Kashimashi
- Keroro Gunso
- Kikou Kai Galient
- Kikoushi-Enma
- Kirameki Project
- Komatsu Sakyo Anime Gekijou
- La tumba de las luciérnagas
- Labyrinth of Flames
- Legendz (Segundo anime, Coproducido con Toei Animation)
- Little Prince Cedie
- Lost Chapter of the Stars - Birth
- Love Hina
- Lucy of the Southern Rainbow
- Macross 7
- Macross 7 Encore
- Macross 7 the Movie: The Galaxy's Calling Me!
- Macross Dynamite 7
- Macross Flash Back 2012
- Macross II
- Macross Plus
- Macross Plus Edition
- Macross XX (OVA Promo)
- Macross Zero
- Macross: Do You Remember Love?
- Madara
- Mado King Granzort
- Magic User's Club
- My-Otome
- Mazinkaiser
- Mazinkaiser Shitou! Ankoku Daishogun
- Meiken Lassie
- Melty Lancer
- Memories
- Metal Armor Dragonar
- Metropolis
- Midori Days
- Millennium Actress
- Mini Pato
- Mobile Suit Gundam
- Mugen no Ryvius
- Naruto
- New Dominion Tank Police
- New Getter Robo
- Nightwalker
- Noiseman Sound Insect
- Oban Star-Racers
- Orguss 02
- Overman King Gainer
- Patlabor
- Planetes
- Please Teacher!
- Please Twins!
- Pretty Guardian Sailor Moon
- Queen Emeraldas
- Record of Lodoss War: Chronicles of the Heroic Knight
- Robonimal Panda-Z The Robonimation
- s-CRY-ed
- Saber Marionette J
- Saber Marionette J Again
- Saber Marionette J to X
- Saber Marionette R
- Sailor Victory
- Saint Seiya Tenkai-hen ~Overture~
- Sakura Card Captor
- Sexy Commando Gaiden: Sugoiyo! Masaru-san
- Sentou Yousei Shoujo Tasukete! Mave-chan
- Shamanic Princess
- Shin Getter Robo vs. Neo Getter Robo
- Shutsugeki! Machine Robo Rescue
- Silent Möbius
- Silent Service
- Simoun
- Slayers
- Space Pirate Mito
- Spirit of Wonder
- Spriggan
- Spring and Chaos
- Starship Troopers
- Stratos 4
- Super Atragon
- Super Dimensional Fortress Macross
- Super Robot Wars Original Generation: The Animation (OVA)
- Super Robot Wars OG: Divine Wars
- Las Supernenas
- The Swiss Family Robinson: Flone of the Mysterious Island
- Tactical Roar
- Taiho Shichauzo
- Tenamonya Voyagers
- Tengen Toppa Gurren-Lagann
- Tenkū no Escaflowne
- Tide-Line Blue
- Top o Nerae 2!
- Twilight Q
- Urayasu Tekkin Kazoku
- Uta Kata
- Venus Wars
- Weather Woman
- Weather Woman Returns
- The Wings of Honneamise
- Wings of Rean
- Witch Hunter Robin
- Wolf's Rain
- X
- Yakumo Tatsu
- Yomigaeru Sora - Rescue Wings
- Yukikaze
- Z-Mind
- Zettai Shōnen